# Paa Vildspor
|  | Denne artikel er oprettet af botten PalnaBot ud fra en ekstern database. Den kan derfor have sproglige fejl eller mangler. Denne skabelon kan fjernes efter kontrol af indholdet. |

Paa Vildspor er en film fra 1913 instrueret af ubekendt.

## Handling
Iflg. foromtale i Politiken af 5/4 1913 handler filmen om "... en Ægtemand, der uden Grund bliver skinsyg, om en amerikansk Duel og om to unge Elskende, der faar hinanden."